# Zentralstadion (Homel)
Das Zentralstadion Homel (belarussisch Цэнтральны стадыён, russisch Центральный стадион) ist ein Fußballstadion in Homel im Süden von Belarus. Das 1999–2003 erbaute und 2004 eröffnete und 14.307 Zuschauer fassende Stadion verfügt ausschließlich über Sitzplätze.
Der FK Homel trägt seine Heimspiele im Zentralstadion aus. Auch die belarussische Fußballnationalmannschaft spielt zuweilen in Homel. Am 13. Oktober 2007 verlor sie hier 0:1 gegen Luxemburg in einem Qualifikationsspiel zur EM 2008.